# Ferdinand Chalandon

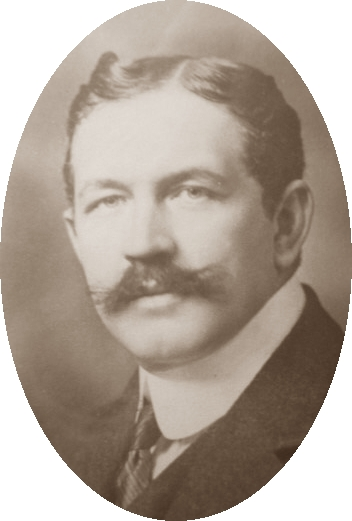
Ferdinand Chalandon

Ferdinand Chalandon (* 10. Februar 1875 in Lyon; † 31. Oktober 1921 in Lausanne, Schweiz) war ein französischer Schriftsteller, Historiker und Byzantinist des frühen 20. Jahrhunderts. Er war Absolvent der École des Chartes und Mitglied der École française de Rome. 
1909 erhielt Chalandon für sein Histoire de la domination normande en Italie et en Sicile (1907) den Grand Prix Gobert und den Prix der Académie française.

## Werke
- 1900: Essai sur le règne d’Alexis Ier Comnène (1081–1118). Paris: A. Picard. 1900
- 1900: La diplomatique des Normands de Sicile et de l’Italie méridionale. Mélanges d’Archéologie et d’Histoire de l’école française de Rome, 1900
- 1903: Numismatique des Normands en Sicile, 1903
- 1907: Histoire de la domination normande en Italie et en Sicile. Paris: A. Picard. 1907 Tome I & Tome II
- 1912: Jean II Comnène, 1118–1143, et Manuel I Comnène, 1143–1180. Paris: Alphonse Picard et Fils. 1912
- Histoire de la Première Croisade jusqu’à l’élection de Godefroi de Bouillon